# 舞台 (報紙)
《舞台》（英語：The Stage），是一份英文週刊，逢星期四出版，版面為小報尺寸。該周報於1880年創刊，全國發行。內容有當地舞台等娛樂圈新聞及觀影評論等。現時的當地藝人有一些是通過《舞台》的招聘廣告入行的，例如達斯蒂·斯普林菲爾德、簡尼夫·班納等。

## 外部參考
1. ↑  The Stage / Advice 的存檔，存档日期2013-10-29.
2. ↑  .   [2010-06-28]. （原始内容存档于2021-05-02）.